# Lula Greene Richards

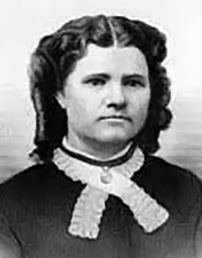
Lula Greene Richards, vermutlich vor 1900

Louisa Lula Greene Richards (* 8. April 1849 in Kanesville, Iowa; † 9. September 1944 in Salt Lake City, Utah) war eine US-amerikanische Dichterin und die erste weibliche Herausgeberin einer Zeitschrift im Utah-Territorium. Ihre Werke wurden unter verschiedenen Versionen ihres Namens veröffentlicht, darunter Louisa L. Greene, Louise L. Green, Lula Green, and Lula G. Richards. Sie war Mitglied der Kirche Jesu Christi der Heiligen der Letzten Tage.

## Leben
Greene wurde als Tochter von Evan M. Greene (einem Sohn von John P. Greene) und Susan Kent geboren. Sie war das achte ihrer dreizehn Kinder.  Ihr ganzes Leben lang war sie Mitglied der  Kirche Jesu Christi der Heiligen der Letzten Tage; ihre beiden Großmütter waren Schwestern von Brigham Young. 1852 zog die Familie nach Salt Lake City im Utah-Territorium, nachdem Young Kanesville evakuiert hatte. Später lebte Greene in Provo, und ihre Familie zog 1859 nach Grantsville und 1864 weiter nach Smithfield.
Greene begann schon als junges Mädchen mit dem Schreiben von Gedichten, und es gibt Belege dafür, dass sie bereits im Alter von vierzehn Jahren Gedichte verfasste. Von 1868 bis 1869 besuchte Greene eine Privatschule in Salt Lake City. Als Greene 18 Jahre alt war, eröffnete sie zusammen mit ihrer Schwester eine kleine Schule im Cache County; allerdings fehlte Greene die Geduld mit ihren Schülern und sie hatte keine formale Ausbildung. 1869 nahm sie ihre Ausbildung wieder auf und studierte an der University of Utah in Salt Lake City.
Im Jahr 1869 war Greene Redakteurin der Smithfield Sunday School Gazette, einer kleinen Zeitschrift, die von Oktober bis November sechs Ausgaben lang an die Besucher der Sonntagsschule der Kirche in Smithfield verteilt wurde. 1871 musste sie jedoch wegen einer Krankheit in der Familie nach Smithfield zurückkehren. Da ihr das Geld für die Reise fehlte, reichte Greene ein Gedicht beim Salt Lake Daily Herald ein und bat den Herausgeber Edward L. Sloan, es für 7,50 Dollar zu kaufen, die Summe, die sie für die Heimreise brauchte. Sloan willigte ein, und ihr Gedicht Tired Out wurde auf der Titelseite des Daily Herald veröffentlicht.
Sloan nahm 1872 Kontakt zu Greene auf und fragte sie, ob sie an der Herausgabe einer Zeitung für die Frauen der Kirche Jesu Christi der Heiligen der Letzten Tage namens Woman’s Exponent interessiert sei. Greene beriet sich mit der Präsidentin der Frauenhilfsvereinigung, Eliza Roxcy Snow, und nachdem sie deren Segen und die Zustimmung von Brigham Young erhalten hatte, nahm sie Sloans Angebot an. 1872 erschien die erste Ausgabe der Women’s Exponent in Salt Lake City mit Greene als Herausgeberin. Ihr Name wurde in der ersten Ausgabe als „L. L. Greene“ gedruckt, aber aufgrund von Leserbriefen, in denen sie als männlich angeredet wurde, änderte sie ihren Namen in den folgenden Ausgaben in „Louise L. Greene“. Greene war Herausgeberin der Zeitschrift, bis sie 1877 von Emmeline B. Wells abgelöst wurde, die die Zeitschrift bis zur Einstellung von Women’s Exponent im Jahr 1914 leitete. Greene gab die Position auf eigenen Wunsch auf, um Verpflichtungen in ihrer Familie nachzukommen. Sie schrieb jedoch weiterhin Beiträge für den Exponent und andere kirchliche Publikationen.
1873 heiratete Greene Levi Willard Richards, den Sohn von Levi Richards und einen Neffen des Kirchenführers Willard Richards. Levi Richards bekleidete diverse Ämter in der Kirche der letzten Tage, unter anderem als Mitglied des Generalrats der Sonntagsschule und als Patriarch. Das Ehepaar hatte sieben Kinder, von denen vier das Erwachsenenalter erreichten. Eines ihrer Kinder war der Künstler Lee Greene Richards.
1883 wurde Louisa Richards Redakteurin beim Juvenile Instructor, einer weiteren Zeitschrift der Kirche der letzten Tage, die von George Q. Cannon herausgegeben wurde. Sie schrieb und redigierte die Kolumne Our Little Folks bis 1907, als diese eingestellt wurde.  Richards schrieb weiter Gedichte; und ihre Gedichte erschienen in Woman’s Exponent, Juvenile Instructor, Improvement Era, Young Woman’s Journal, The Children’s Friend und Relief Society Magazine.
Ihr Ehemann Levi nahm sich eine weitere Frau, Persis Louisa Young, die Greenes Nichte war. Die beiden heirateten am elften Jahrestag der Hochzeit von Greene und Richards. Persis Louisa Young blieb im Haushalt der Richards und half bei der Hausarbeit. Levi Richards starb 1914.
Richards war weiterhin ein aktives Mitglied der Kirche der letzten Tage. Sie half in der Young Ladies' Mutual Improvement Association und der Frauenhilfsvereiningung. Außerdem wurde sie von der Kirche in das General Board of the Primary berufen, ein Amt, das sie fünfundzwanzig Jahre lang innehatte. Sie arbeitete im Salt-Lake-Tempel von dessen Einweihung im Jahr 1893 bis 1934. Sie schrieb bis zu ihrem Tod weiter.

## Veröffentlichungen (Auswahl)
Lyrik
- An Apology. In: Susan Elizabeth Howe und Sheree Maxwell Bench (Hrsg.): Discoveries: Two Centuries of Poems by Mormon Women. Joseph Fielding Smith Institute for Latter-day Saint History/Association for Mormon Letters, Salt Lake City 1890.
- On My Fourteenth Birthday. In: Susan Elizabeth Howe und Sheree Maxwell Bench (Hrsg.): Discoveries: Two Centuries of Poems by Mormon Women. Joseph Fielding Smith Institute for Latter-day Saint History/Association for Mormon Letters, Salt Lake City 1890.
- Our Work and Our Wealth. In: The Children’s Friend. Band 1, Nr. 1, Januar 1902, S. 1.
- Our Baby. In: The Children’s Friend. Band 1, Nr. 2, Februar 1902, S. 57–58.
- Our Hero Washington. In: The Children's Friend. Band 1, Nr. 2, Februar 1902, S. 61.
- Angel Guides. In: The Children’s Friend. Band 1, Nr. 6, Juni 1902, S. 192–193.
- Thou Shalt Not Take the Name of the Lord Thy God in Vain. In: The Children’s Friend. Band 1, Nr. 7, Juli 1902, S. 245–247.
- Sacrifice. In: The Children’s Friend. Band 1, Nr. 9, September 1902, S. 308–309. [1]
- Branches That Run Over the Wall: A Book of Mormon Poem and Other Writings. The Magazine Printing Company, Salt Lake City 1904 (archive.org).
- The Bridegroom Cometh. In: Relief Society Magazine. Band 2, Nr. 7, Juli 1915, S. 311 (archive.org).
- To My Mother. In: Relief Society Magazine. Band 3, Nr. 7, Juli 1916, S. 361 (archive.org).
- My Friend. In: Relief Society Magazine. Band 3, Nr. 3, März 1916, S. 148 (archive.org).
- A Sure Defense: Prayer and Love. In: Relief Society Magazine. Band 3, Nr. 10, Oktober 1916, S. 546 (archive.org).
- Similitude. In: Relief Society Magazine. Band 3, Nr. 12, Dezember 1916, S. 661 (archive.org).
- Alice. In: Relief Society Magazine. Band 4, Nr. 3, März 1917, S. 137 (archive.org).
- A Bouquet and a Sentiment. In: Relief Society Magazine. Band 4, Nr. 9, September 1917, S. 481 (archive.org).
- To President Joseph F. Smith, His Family and All Mourners. In: Relief Society Magazine. Band 5, Nr. 3, März 1918, S. 123 (archive.org).
- A Lament: For a Tree that was Ruthlessly Spoiled by an Unknown Hand. In: Relief Society Magazine. Band 5, Nr. 6, Juni 1918, S. 305 (archive.org).
- A Christmas Sonnet. In: Relief Society Magazine. Band 5, Nr. 12, Dezember 1918, S. 690 (archive.org).
- The Blessedness of Pure Young Love: To the Bridegroom and Bride. In: Relief Society Magazine. Band 6, Nr. 2, Februar 1919, S. 91 (archive.org).
- The Records of the Dead. In: Relief Society Magazine. Band 6, Nr. 9, September 1919, S. 497 (archive.org).
- Our God and Friend. In: Relief Society Magazine. Band 6, Nr. 11, November 1919, S. 621 (archive.org).
- Promoted. In: Relief Society Magazine. Band 7, Nr. 2, Februar 1920, S. 89 (archive.org).
- We Mothers of Men. In: Relief Society Magazine. Band 7, Nr. 5, Mai 1920, S. 249 (archive.org).
- Don't Let the Baby Forget Me. In: Relief Society Magazine. Band 8, Nr. 11, August 1921, S. 639 (archive.org).
- A Little Child at the Christmas Tide. In: Relief Society Magazine. Band 8, Nr. 12, Dezember 1921, S. 675 (archive.org).
- Mutual Appreciation. In: Relief Society Magazine. Band 9, Nr. 10, Oktober 1922, S. 503 (archive.org).
- Treasured Works. In: Relief Society Magazine. Band 10, Nr. 4, April 1923, S. 159 (archive.org).
- Aunt Lydia Ann and Aunt Susan A, Wells: Their Testimonies. In: Relief Society Magazine. Band 10, Nr. 7, Juli 1923, S. 319–320 (archive.org).
- Eliza S. Neslin. In: Relief Society Magazine. Band 12, Nr. 2, Februar 1925, S. 62 (archive.org).
- Mother’s Answer. In: Relief Society Magazine. Band 12, Nr. 5, Mai 1925, S. 117 (archive.org).
- Beatitudes. In: Relief Society Magazine. Band 12, Nr. 9, September 1925, S. 475 (archive.org).
- To President Heber J. Grant on his Seventieth Birthday, Monday, November 22, 1926. In: Relief Society Magazine. Band 14, Nr. 1, Januar 1927, S. 3 (archive.org).
- Mary. In: Relief Society Magazine. Band 14, Nr. 4, April 1927, S. 117 (archive.org).
- To Dr. Ellis R. Shipp on her Eightieth Birthday. In: Relief Society Magazine. Band 14, Nr. 5, Mai 1927, S. 260 (archive.org).
- A Treasured Volume. In: Relief Society Magazine. Band 14, Nr. 9, September 1927, S. 433–434 (archive.org).
- Retrospect. In: Relief Society Magazine. Band 16, Nr. 4, April 1929, S. 186 (archive.org).
- Emily. In: Relief Society Magazine. Band 16, Nr. 10, Oktober 1929, S. 526 (archive.org).
- Greetings and Praise. In: Relief Society Magazine. Band 17, Nr. 1, Januar 1930, S. 3 (archive.org).
- Apostrophe. In: Annie Wells Canon (Hrsg.): Our legacy: Relief Society centennial anthology of verse by Latter-day Saint women, 1835-1942. General Board of Relief Society, Salt Lake City 1941.
- The Sego Lily. In: Annie Wells Canon (Hrsg.): Our legacy: Relief Society centennial anthology of verse by Latter-day Saint women, 1835-1942. General Board of Relief Society, Salt Lake City 1941.
- Thank God. In: Annie Wells Canon (Hrsg.): Our legacy: Relief Society centennial anthology of verse by Latter-day Saint women, 1835-1942. General Board of Relief Society, Salt Lake City 1941.

Prosa
- Jared of Nain: A Romance. In: Relief Society Magazine. Band 5, Nr. 7, August 1918, S. 389–399 (archive.org).
- Jerusalem, the City of Cities. In: Relief Society Magazine. Band 5, Nr. 8, August 1918, S. 435–438 (archive.org).
- After Awhile. In: The Improvement Era. Band 36, 1933, S. 226.[1]